# Bell 427
Bell 427 là một máy bay trực thăng đa dụng hạng nhẹ, động cơ đôi được thiết kế và sản xuất bởi hãng Bell Helicopter và Samsung Aerospace Industries. Máy bay này được thiết kế dựa trên mẫu Bell 407. Sau đó mẫu này được thay thế bởi mẫu có thiết kế dài hơn Bell 429.

## Phát triển
Bell đã thử phát triển vài phiên bản động cơ đôi tái hiện của dòng Bell 206 thành công, bao gồm mẫu Bell 400 và 440 chưa ra đời vào giữa thập niên 1980, và mẫu sản xuất giới hạn Bell 206LT TwinRanger vào đầu thập niên 1990.  Ý tưởng ban đầu của Bell cho một mẫu thay thế 206LT TwinRanger là Bell 407T, là một bản phát triển trực tiếp từ Bell 407 với hai động cơ Allison 250-C22B. Tuy nhiên, Bell kết luận rằng tải trọng và tầm bay của 407T là không đủ thỏa mãn.
Công ty bắt đầu phát triển một mẫu mới sử dụng động cơ đôi và hợp tác với công ty Samsung Aerospace Industries của Hàn Quốc. Tháng 2 năm 1996, Bell công bố Model 427 của họ tại Heli Expo ở Dallas.  Bell 427 là máy bay đầu tiên của hãng được thiết kế hoàn toàn trên máy tính.  Bell 427 có chuyến bay đầu tiền vào ngày 11 tháng 12, 1997. Giấy phép của Canada được cấp vào ngày 19 tháng 11, 1999, sau đó là chứng nhận của Hoa Kỳ vào tháng 1 năm 2000, và chứng nhận của US FAA về IFR hai phi công vào tháng 5 năm 2000.  Bell chế tạo hệ thống động học bay của 427 tại Fort Worth, Texas, trong khi việc lắp răp hoàn chỉnh thực hiện tại cơ sở của Bell tại Mirabel, Quebec. Khung thân và cánh đuôi của 427 được chế tạo bởi Samsung (về sau trở thành một phần của KAI) tại nhà máy Sachon ở Hàn Quốc.  Khách hành đầu tiên được bàn giao máy bay vào tháng 1 năm 2000.
Năm 2004, Bell đề nghị một phiên bản thiết kế lại của 427, có tên Bell 427i, được phát triển chung với hãng Korea Aerospace Industries của Hàn Quốc và công ty Mitsui Bussan Aerospace của Nhật Bản. Thỏa thuận giao cho KAI phần phát triển và sản xuất khung thân, hệ thống dây trong cabin và hệ thống nhiên liệu. Mitsui Bussan trở thành nhà bảo trợ tài chính.  Mẫu 427i được dự kiến có một buồng lái bằng kính tân tiến hơn và hệ thống định vị cho phép chỉ một phi công lái theo quy định thiết bị bay. Thiết kết cũng bao gồm một thân được mở rộng 1 ft 2 in (0.36 m), một động cơ mạnh mẽ hơn và tăng tải trọng cất cánh.  Tuy nhiên, chương trình bị hủy bỏ và công ty tập trung vào việc cải thiện mẫu Bell 429. Tháng 2 năm 2005, 80 chiếc đặt hàng mẫu 427i được chuyển đổi sang mẫu 429. Ngày 24 tháng 1, 2008, Bell công bố kế hoạch chính thức dừng dây chuyền sản xuất 427 sau khi hoàn tất các hợp đồng đã ký vào năm 2010.

## Thiết kế

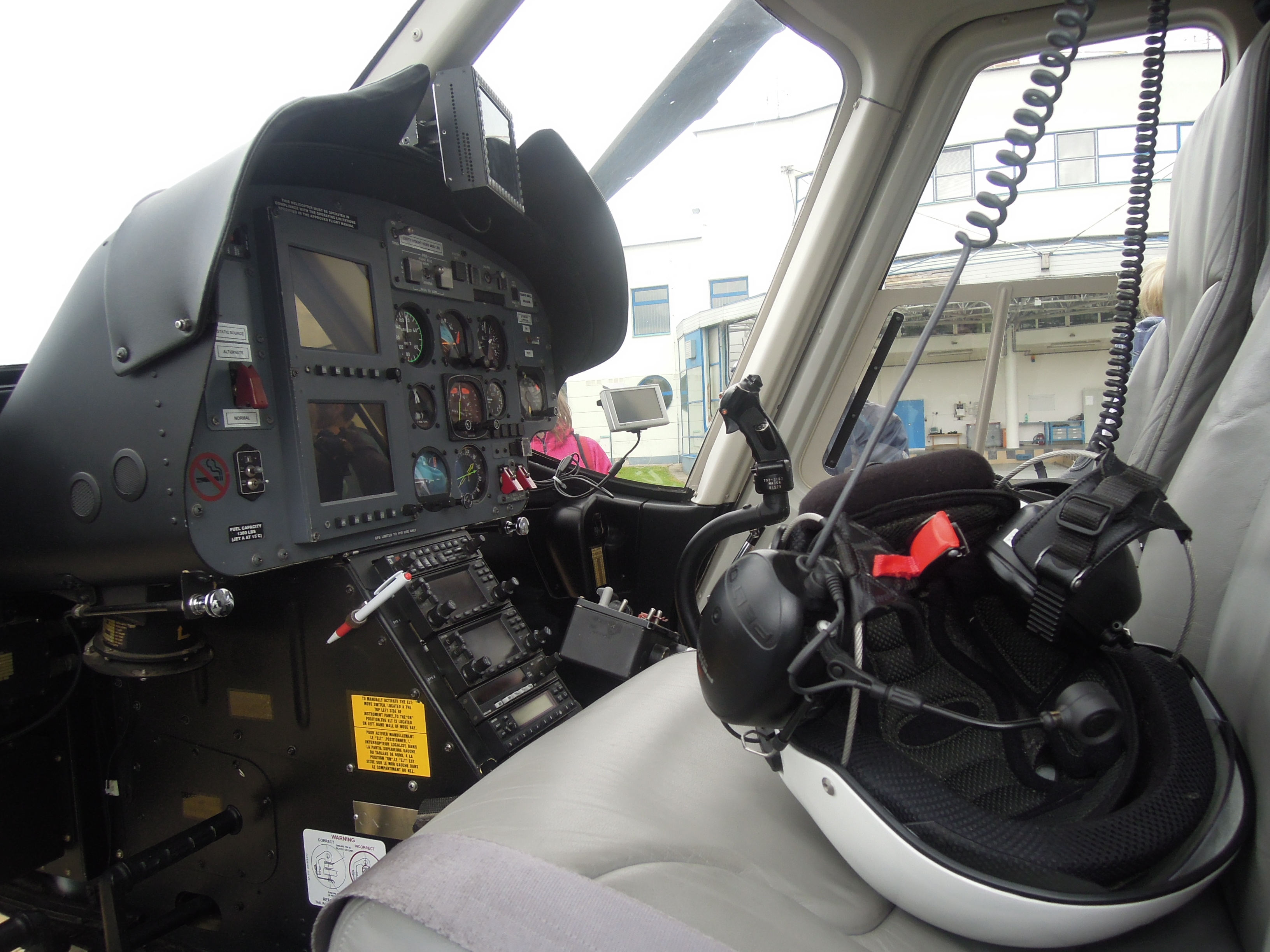
Bell 427 cockpit

Bell 427 sử dụng hai động cơ Pratt & Whitney Canada PW207D turboshaft với FADEC. Tương tự như Bell 407, 427 dùng hệ thốngn rotor chính bốn cánh quạt với trục rotor bằng composite rắn và rotor đuôi hai cánh quạt.
Cabin của Bell 427 dài hơn mẫu 407 13 in (33 cm), và được làm chủ yếu bằng composite. Cabin không có thanh chắn trên mái vốn che tầm nhìn cabin trên mẫu 206/206L/407, và có một cửa cabin chính dạng trượt tùy chọn.
Mẫu 427 có phiên bản tám chỗ ngồi bao gồm phi công xếp theo dãy hai+ba+ba. Các biến đổi bốn chỗ ngồi trong phiên bản cho câu lạc bộ, hoặc hai cáng và hai chỗ ngồi cho phụ tá y khoa cho phục vụ y tế.

## Bên sử dụng
- Argentina
  - Cảnh sát Entre Rios[9][10]
- Cộng hòa Séc
  - Czech HEMS - Alfa Helicopter[11]

## Specifications (Bell 427)
Dữ liệu lấy từ Bell Helicopter, International Directory of Civil Aircraft, Aerospace-Technology
Đặc điểm tổng quát
- Kíp lái: two pilots
- Sức chứa: seven passengers
- Chiều dài: 37 ft 6 in (11.42 m)
- Đường kính rô-to: 37 ft 0 in (11.28 m)
- Chiều cao: 10 ft 6 in[13] (3.20 m)
- Diện tích đĩa quay: 1,075 ft² (99.9 m²)
- Trọng lượng rỗng: 3,881 lb (1,760 kg)
- Trọng tải có ích: 2,960 lb (1,340 kg; for internal load)
- Trọng lượng cất cánh tối đa: 6,550 lb (2,970 kg)
- Động cơ: 2 × Pratt & Whitney Canada PW207D turboshaft, 710 hp (529 kW)  mỗi chiếc

 Hiệu suất bay 
- Vận tốc cực đại: 140 knots (161 mph, 259 km/h)
- Vận tốc hành trình: 138 knots (159 mph, 256 km/h)
- Tầm bay: 394 nmi (453 mi, 730 km)
- Trần bay: 10,000 ft (3,048 m)
- Vận tốc lên cao: 2,000 ft/min (10.16 m/s)